# طیوی
 طیوی نام روستایی است از توابع شهرستان العامرات ( ولایة العامرات ) یکی از شهرستان‌های استان مسقط در کشور پادشاهی عمان. مساحت این روستا در حدود ۲۷ کیلومتر مربع می‌باشد. 

## جمعیت
دارای ۲۵ خانوار و در حدود ۱۱۵ نفر جمعیت می‌باشند که از اهل سنت و مالکی مذهب هستند. شغل عمدهٔ مردم روستا کشاورزی و ماهی گیری است. بعضی از مردم نیز دام خانه‌ای نیز دارند.

## چشمه آب شیرین وکشاورزی
در این روستا تعداد چشمهٔ آب شیرین وجود دارد، لذا از لحاظ کشاورزی روستایی نصبتاً بارونقی است، باغ‌های مرکبات ونخل خرما در روستا فراوان است. ومنتوجات مختلف کشاورزی مانند: انار، پرتقال، نارنگی، لیمو ترش، لیمو شیرین، نارنج، باضافه خربزه، خیار، هندوانه،   همبا ، نخل خرما، گوآوا، لوز، بادام، پاپای، موز، خیار و دیگر درخت‌های صیفی وشتوی می‌کارند، همچنین در مواسم باران جو و گندم و عدس نیز می‌کارند.